# Raíl de cola de milano

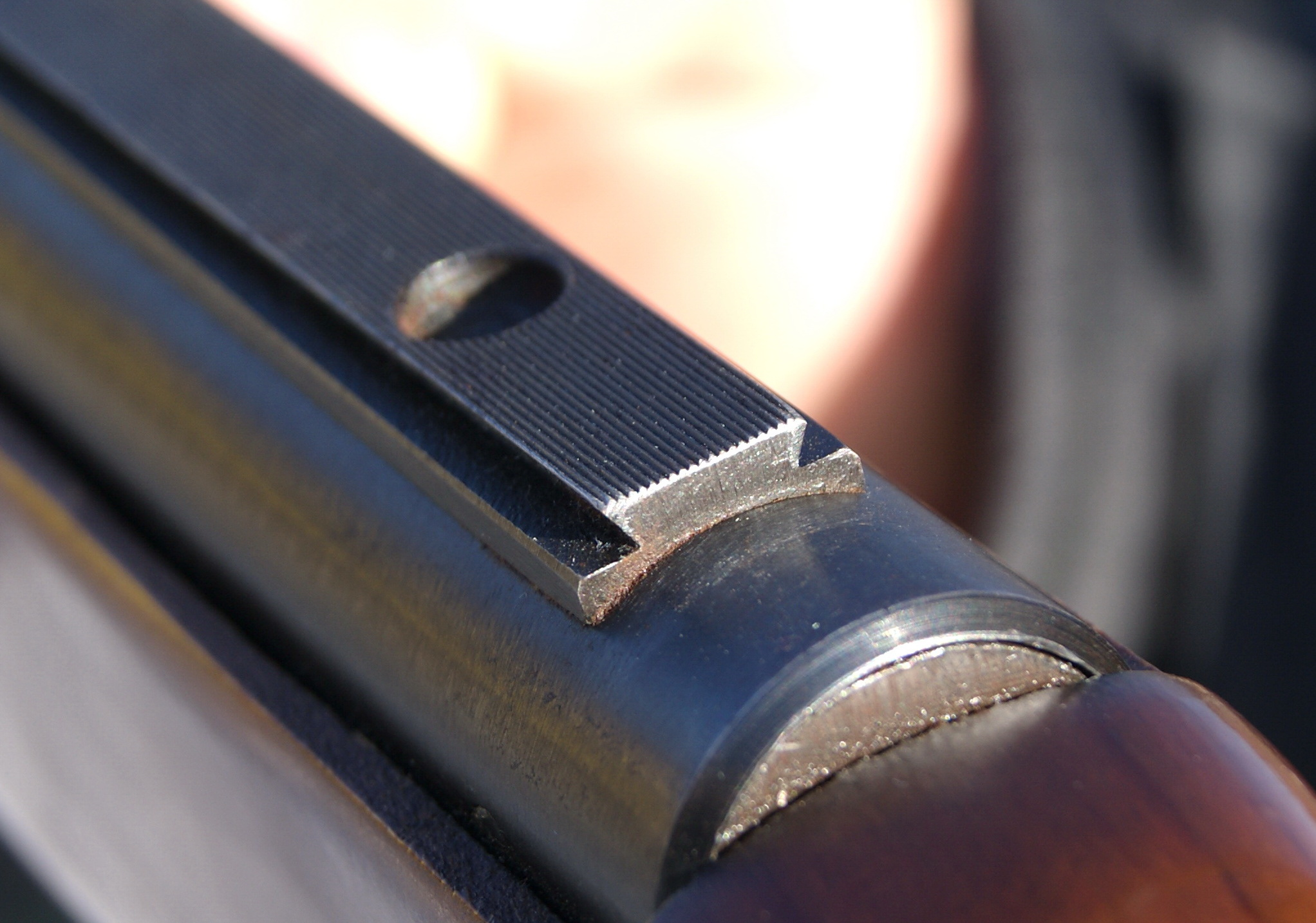
Un riel de cola de milano de un rifle para montar un visor (es decir, una mira telescópica o una mira fija)

Un raíl de cola de milano (o también una montura de cola de milano) es un término que puede referirse a varios tipos de sistemas de raíl utilizados como acoplamientos en armas de fuego, principalmente para montar miras telescópicas.
Coloquialmente, el término raíl de cola de milano por lo general se refiere a cualquier soporte de montura recto con una sección transversal con forma de trapecio (cola de pato) invertido (aunque existen sistemas con raíles de sección hexagonal o el sistema Weaver con perfil de riel Picatinny, que son diseños también derivados de la cola de milano) que corren paralelos al orificio para montar una mira telescópica o una mira de dioptrías a un rifle. A veces, también se denominan monturas de "información" y permiten al usuario poner o quitar la mira fácilmente. La "montura en cola de milano" también puede referirse a un riel que se dispone perpendicularmente al cañón (consúltese "Otros usos" a continuación).

## Raíles de cola de milano para rifles

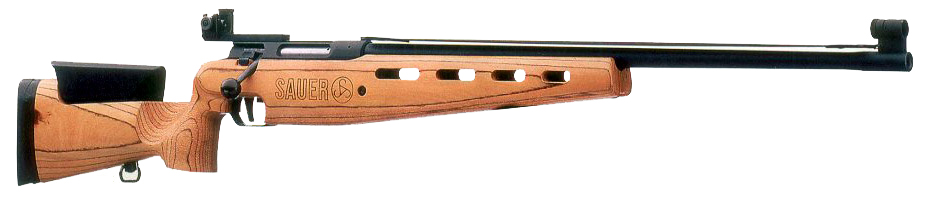
El fusil SIG Sauer 200 STR dispone de un acoplamiento con un raíl de cola de milano de 11 mm para montar una mira de dioptrías o una mira telescópica, ya sea directamente o mediante un adaptador al riel Picatinny

Las colas de milano vienen en diferentes tipos y tamaños según el fabricante, pero las más comunes son las de 11 mm y 3⁄8 de pulgada (9,5 mm). Algunas otras monturas de cola de milano menos conocidas, pero actualmente disponibles comercialmente, son 12, 13, 13,5, 14, 14,5, 16, 16,5, 17 y 19 mm.
Si bien la montura más difundida es el riel Picatinny (y su predecesor menos difundido, el raíl Weaver), especialmente conocida en los Estados Unidos, muchos fabricantes europeos de armas ofrecen sus propios sistemas patentados de montura de  la base del visor para sus armas, como por ejemplo Sako (que usa colas de milano cónicas) y Tikka (con una cola de milano de 17 mm), También se comercializan otras soluciones, como la Montura Saddle de Blaser o la Montura Swing de Recknagel. Las monturas de cola de milano se encuentran hoy en día principalmente en armas de aire comprimido ligeras sin retroceso, pero también se pueden encontrar en algunos rifles modernos para caza y tiro deportivo con pólvora sin humo, aunque otras opciones, como el raíl Picatinny, se están volviendo cada vez más populares.
Algunos ejemplos de rifles con diferentes tipos de raíles:
- 9,5 mm: Crosman Pumpmaster 760, CZ 452 y Remington Modelo 552
- 11 mm: Accuracy International Arctic Warfare, CZ 452, 455 y 511, Remington Modelo 597, Sako Quad, Sig Sauer 200 STR, Tikka T1x, Walther LGR y Weihrauch HW 35
- 13 mm: Chiappa Firearms Double Badger
- 17 mm: Sako TRG y Tikka T3
- 19 mm: CZ 550
- Ancho variable: Sako 75 y Sako 85

Las colas de milano también están integradas en algunos fusiles de asalto, más notablemente en las variantes L85A2 y A1 del rifle SA80 (tipo bullpup) para montar sistemas de miras de hierro y SUSAT. Pero en los últimos tiempos se ha cambiado por el riel Picatinny, ya que el raíl de cola de milano no encajaba con el propósito de disponer de espacio para el sistema de mira ACOG, según el Ministerio de Defensa británico.

### Raíl de acoplamiento lateral
Si bien la mayoría de los rieles de cola de milano se colocan en la parte superior del receptor, también hay ejemplos de rieles de montaje lateral. Algunos rifles de servicio utilizados por las fuerzas armadas de la Unión Soviética y de las naciones del Pacto de Varsovia tienen un tipo distinto de visor de montaje lateral, conocido informalmente como raíl del Pacto de Varsovia. La montura se encuentra en el lado izquierdo del acoplamiento del rifle, con perfiles mecanizados para reducir el peso y facilitar la instalación. Un ejemplo es la mira óptica PSO-1. También se pueden encontrar rieles similares en rifles como el fusil de francotirador Dragunov (SVD), el fusil de francotirador PSL, la ametralladora PKM y algunos rifles de asalto de la serie AK a partir de 1954. Desde 1992, el soporte de riel lateral se ha convertido en estándar en todos los rifles AK.
Los rifles SVD y AK usan soportes de cola de milano ligeramente diferentes. Los rieles del Pacto de Varsovia tienen aproximadamente 14 mm de ancho.
|  |  |  |

## Otros usos

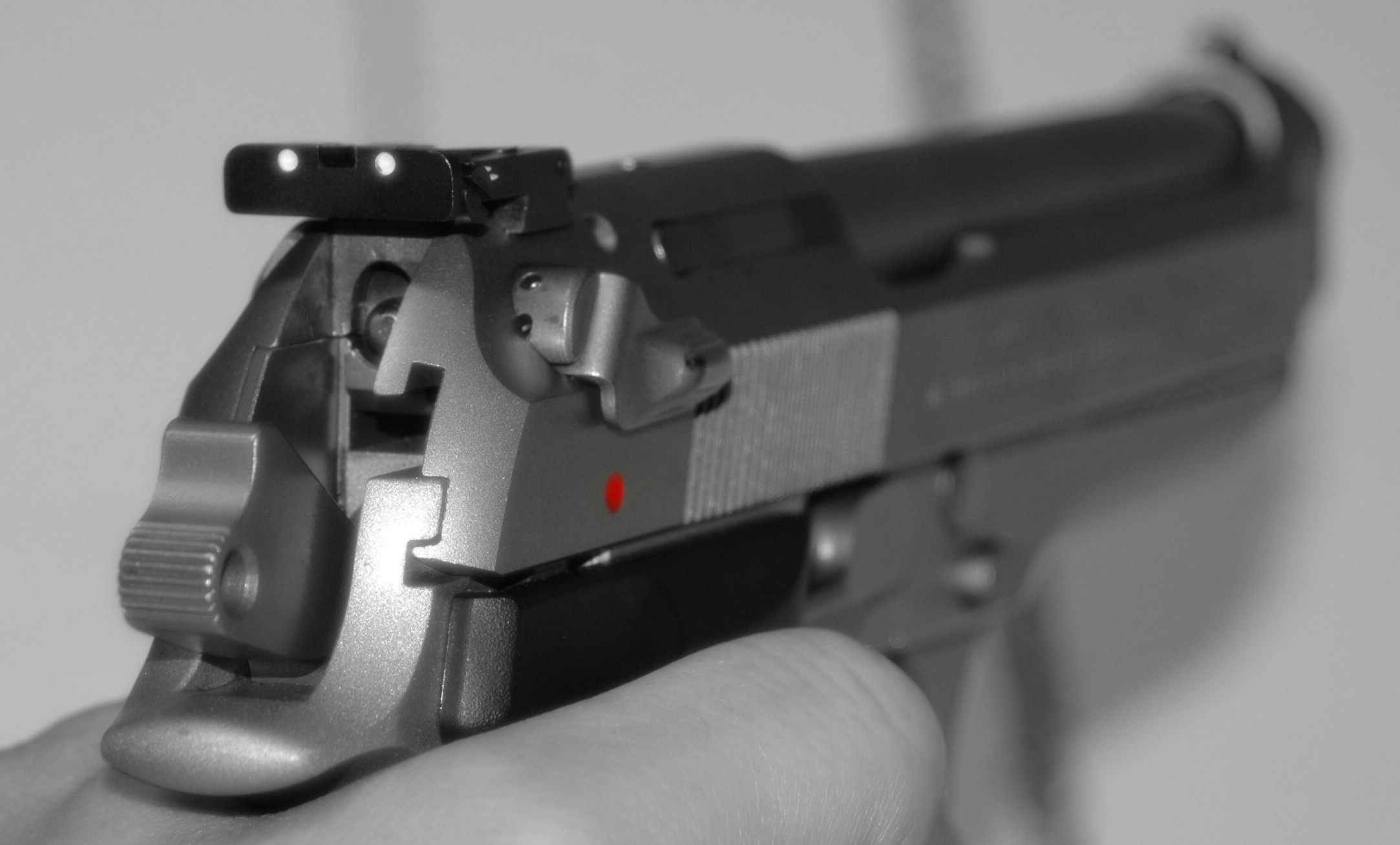
Una pistola Beretta 92FS con la mira trasera montada en cola de milano

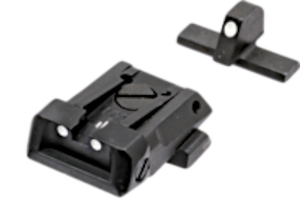
Miras de pistola con colas de milano perpendiculares

Una montura en cola de milano también puede referirse a un raíl que corre perpendicularmente al cañón. A menudo se usa para ajustar el pivote delantero de las miras más pequeñas, así como las muescas traseras de referencia que se encuentran en pistolas y en algunos rifles. Este método de acoplamiento se entiende como una solución de montaje de ajuste por fricción semipermanente, en la que una ranura es fresada, por ejemplo, en la corredera de una pistola, y una mira con una cola de milano correspondiente se perfora para desplazarse en esa ranura.
Las miras traseras se ofrecen con muchos perfiles de mecanizado de cola de milano que no son compatibles, y algunos perfiles bien conocidos (e incompatibles) son los de fabricantes de miras como Novak, BoMar, LPA/TRT, Kimber o el estándar 1911 Mil-spec ("GI"). Además, muchos fabricantes de pistolas disponen de sus propios perfiles de corte de cola de milano patentados.